# Lampris lauta
Lampris lauta (engl.: East Atlantic Opah) ist eine Fischart aus der Gattung der Gotteslachse (Lampris), die im östlichen Atlantik (Azoren und Kanarische Inseln) und im Mittelmeer vorkommt. Die Art wurde im Jahr 1860 durch den englischen Naturforscher Richard Thomas Lowe erstmals beschrieben, später aber mit Lampris guttatus synonymisiert. Erst in einer im April 2018 veröffentlichten Revision der Gattung Lampris wurde Lampris lauta wieder zu einer eigenständigen, von Lampris guttatus zu unterscheidenden Art, nachdem eine auf DNA-Vergleichen beruhende Untersuchung aus dem Jahr 2014 ergab, dass sich hinter der Bezeichnung Lampris guttatus fünf kryptische Arten verbargen. Sie soll höherrückiger sein als Lampris guttatus und einen größeren horizontalen Augendurchmesser haben.

## Merkmale
Wie alle Gotteslachse ist Lampris lauta ein großwüchsiger Fisch mit annähernd rundem, seitlich abgeflachtem Körper. Der bei der Neubeschreibung untersuchte Neotyp hat eine Standardlänge von 90,5 cm, wobei die Körperlänge das 1,5fache der Körperhöhe ausmacht. Die Fische sind einheitlich silbriggrau gefärbt. Der Kopf, der gesamte Körper und die Afterflosse sind dicht mit zahlreichen oval geformten, großen, weißen Flecken übersät. Die Flossen sind leuchtend rötlich-orange. Die Spitzen der Schwanzflosse können weiß sein. Die Schuppen sind klein, dünn und fallen leicht ab. Die Seitenlinie beginnt am oberen Kiemenschlitz, verläuft dann in einem hohen Bogen oberhalb der Brustflossenbasis und dann entlang der Körpermitte bis zur Mitte des Schwanzstiels. Das Maul ist stark vorstülpbar (protraktil). Der Oberkiefer ist kürzer als der leicht vorstehende Unterkiefer. Kiefer und Gaumen sind zahnlos. Auch Schlundzähne fehlen. Verglichen mit anderen Gotteslachsen hat Lampris lauta eine relativ lange Rückenflosse.
- Flossenformel: Dorsale I/54, Anale 43, Pectorale 25, Ventrale 18.[1]